# レデントーレ教会
レデントーレ教会（表記は「イル・レデントーレ聖堂」とも、イタリア語: Basilica del Redentore）は、イタリアはヴェネツィアのジュデッカ島にあるカトリックの教会である。
「レデントーレ Redentore 」はイタリア語で「救世主」「イエス・キリスト」を意味する。

## 概要
レデントーレ教会は、ヴェネツィア共和国にも猛威を振るったペストの脅威が1576年に収束したことへの記念および神への感謝を込め、1577年より建設が始まり1599年に完成した。共和国の大評議会から任命されたアンドレーア・パッラーディオは、当初大評議会から正方形を基本とした教会の設計を依頼されていたが、最終的に身廊の両サイドに礼拝堂を擁する形（十字架の形）で設計した。
ジュデッカ運河に面した目立つ場所に建設された事から、パッラーディオの設計により教会正面はパンテオンを彷彿とさせるデザインや巨大な脚座を使用している。またかつて教会入口には15段の階段があった。これはエルサレム神殿の階段を参考にし、またパッラーディオ自身の「昇る事は献身をもたらし、昇天は段階的なものである」という理念によるものである。
1577年5月3日にヴェネツィア共和国のカトリック総大司教ジョヴァンニ・トレヴィザンにより礎石が置かれ、1592年に完成・献上された。また当時のローマ教皇グレゴリウス13世の急な要請により、教会はカプチン・フランシスコ修道会の傘下となり、托鉢僧の僧院としても使用された。
かつて、共和国の元首および大評議会の議員は毎年特別に作られた浮き橋を渡ってレデントーレ教会のミサに参加していた。その名残として、現在でも毎年7月の第3日曜日にヴェネツィアの主要な祭の1つである「救世主の祭り」が行われており、前夜祭には大規模な花火が上がり、浮き橋にはレデントーレ教会に向かう行列が出来る。

## 外観
レデントーレ教会は、パッラーディオが設計した建造物の中で最高傑作と言われている。巨大な白いドームを擁し、教会正面は凱旋門を彷彿とさせるデザインとなっており、低く大きなペディメントを乗せた形となっている。パッラーディオは幾何学を応用したデザインを得意としており、レデントーレ教会の正面も、全体の高さが全体の幅に対して5分の4、中心部は幅が高さの6分の5という構成比となっている。

## 内部
巡礼者が多く訪れる教会としての役割のため長い身廊となっているが、正方形の身廊という古典的な設計を要望されていたパッラーディオにとって苦心した部分である。最終的にドームへと続く長い身廊の両側に礼拝堂を作る事によって十字架の形状とした。またコリント式柱を内部に連続して配置されている。
またティントレット、パオロ・ヴェロネーゼなどによる宗教画で装飾されている。レデントーレ教会に作品のあるのは以下のような画家である。
- ラッザロ・バスティアーニ（イタリア語版、英語版） (1429 - 1512)
- アルヴィーゼ・ヴィヴァリーニ (1442/1453 - 1503/1505)
- フランチェスコ・ビッソロ (1470/1472 - 1554)
- ロッコ・マルコーニ（イタリア語版、英語版） (before 1490 - 1529)
- ヤコポ・バッサーノ (c.1510 - 1592)
- ティントレット (1518 - 1594) の工房の作品
- パオロ・ヴェロネーゼ (1528 - 1588)
- パルマ・イル・ジョーヴァネ (1548/50 - 1628)
- フランチェスコ・バッサーノ・イル・ジョーヴァネ (1549 - 1592)
- レアンドロ・バッサーノ (1557 – 1622)
- カルロ・サラチェーニ (1579 – 1620)

## その他
ヴェネツィアの17の教会が所属するヴェネツィア総大司教区教会連盟コールスの1つである。